# Cappella della Madonna del Mal di Capo
La cappella della Madonna del Mal di Capo si trova a Sarteano.
La cappella lega il suo nome all'antica usanza di poggiare la testa su una grossa pietra concava posta all'esterno della cappella e alle preghiere rivolte alla Madonna affinché liberasse i fedeli dal dolore.
All'interno si trova un affresco raffigurante la Madonna in gloria di scuola senese della fine del secolo XVI.